# Горичиця (Шентюр)
Горичиця (словен. Goričica) — поселення в общині Шентюр, Савинський регіон, Словенія. 
Висота над рівнем моря: 274 м.